# Wales op de Gemenebestspelen

Vlag van Wales

Wales is een van de landen die deelneemt aan de Gemenebestspelen (of Commonwealth Games). Slechts zes landen nemen  vanaf de eerste keer (in 1930) deel aan deze spelen, waaronder Wales. Een van de inmiddels 22 georganiseerde Gemenebestspelen vond plaats in Wales. In totaal won het land 334 medailles, waarvan 75 gouden.

## Wales als gastland
| Jaar | Gaststad |
| 1958 | Cardiff  |

## Medailles
| Wales op de Gemenebestspelen | Wales op de Gemenebestspelen | Wales op de Gemenebestspelen | Wales op de Gemenebestspelen | Wales op de Gemenebestspelen | Wales op de Gemenebestspelen |
| ---------------------------- | ---------------------------- | ---------------------------- | ---------------------------- | ---------------------------- | ---------------------------- |
| Jaar                         | Goud                         | Zilver                       | Brons                        | Totaal                       | Rang                         |
| 1930                         | -                            | 2                            | 1                            | 3                            | 7                            |
| 1934                         | -                            | 3                            | 3                            | 6                            | 8                            |
| 1938                         | 2                            | 1                            | -                            | 3                            | 6                            |
| 1950                         | -                            | 1                            | -                            | 1                            | 11                           |
| 1954                         | 1                            | 1                            | 5                            | 7                            | 12                           |
| 1958                         | 1                            | 3                            | 7                            | 11                           | 11                           |
| 1962                         | -                            | 2                            | 4                            | 6                            | 13                           |
| 1966                         | 3                            | 2                            | 2                            | 7                            | 11                           |
| 1970                         | 2                            | 6                            | 4                            | 12                           | 12                           |
| 1974                         | 1                            | 5                            | 4                            | 10                           | 12                           |
| 1978                         | 2                            | 1                            | 5                            | 8                            | 9                            |
| 1982                         | 4                            | 4                            | 1                            | 9                            | 8                            |
| 1986                         | 6                            | 5                            | 12                           | 23                           | 5                            |
| 1990                         | 10                           | 3                            | 12                           | 25                           | 6                            |
| 1994                         | 5                            | 8                            | 6                            | 19                           | 9                            |
| 1998                         | 3                            | 4                            | 8                            | 15                           | 10                           |
| 2002                         | 6                            | 13                           | 12                           | 31                           | 9                            |
| 2006                         | 3                            | 5                            | 11                           | 19                           | 13                           |
| 2010                         | 3                            | 6                            | 10                           | 19                           | 13                           |
| 2014                         | 5                            | 11                           | 20                           | 36                           | 13                           |
| 2018                         | 10                           | 12                           | 14                           | 36                           | 7                            |
| 2022                         | 8                            | 6                            | 14                           | 28                           | 8                            |